# 格倫伍德鎮區 (愛荷華州米爾斯縣)
格倫伍德鎮區（英語：Glenwood Township）是位於美國愛荷華州米爾斯縣的一個行政鎮區。

## 地方資料
根據2010年美國人口普查的數據，格倫伍德鎮區的面積為54.16平方千米，當中陸地面積為53.93平方千米，而水域面積為0.23平方千米。當地共有人口6486人，而人口密度為每平方千米119.76人。